# Yèbles
Yèbles es una comuna francesa del departamento de Sena y Marne, en la región de Isla de Francia.

## Demografía
| 224 | 259 | 287 | 401 | 553 | 558 | 588 | 659 | 881 |
| Para los censos de 1962 a 1999 la población legal corresponde a la población sin duplicidades (Fuente: INSEE [Consultar]) |     |     |     |     |     |     |     |     |